# 253 Mathilde
253 Mathilde eller 1949 OL1 är en asteroid upptäckt av den österrikiske astronomen Johann Palisa 1885 i Wien, som senare fick namnet Mathilde, förmodligen efter astronomen Moritz Loewys hustru.. Den har en relativt elliptisk omloppsbana som har en omloppstid på mer än fyra år runt Solen. Denna asteroid har en ovanligt långsam rotation, det tar asteroiden 17,4 dagar att fullborda ett varv runt sin egen axel. Det är en enkel asteroid av spektraItyp C, vilket betyder att ytan har en stor andel kol så att bara 4 % av ljuset reflekteras.
Denna asteroid besöktes av rymdsonden NEAR Shoemaker under juni 1997 på sin väg till asteroiden 433 Eros. Rymdsonden tog bilder av ytan på asteroiden vilket avslöjade många stora kratrar som gjort hål i ytan. För närvarande är detta den största asteroid som har fått ett besök av en rymdsond.

## Observationshistoria
Johann Palisa, chefen för Austrian Naval Observatory, erbjöds 1880 en position som assistent vid det nyligen färdigställda Wien-observatoriet. Med det nya arbetet skulle Johann få tillgång till den nya astronomiska kikaren, det största teleskopet vid den tiden. Vid denna tid hade Johann redan upptäckt 27 asteroider och han skulle här hitta ytterligare 94 asteroider innan han gick i pension.
Bland Johann Palisas upptäckter fanns asteroiden 253 Mathilde, hittad 12 november 1885. De första beräkningarna av banelementen gjordes av V. A. Lebeuf, en annan österrikisk astronom som arbetade vid observatoriet. Namnet tillkom på förslag av Lebeuf efter Mathilde, hustrun till Maurice Loewy som var verksam vid Parisobservatoriet.
Markbaserade observationer 1995 bestämde att 253 Mathilde var av spektralklass C. Man fann också att asteroiden hade en ovanligt långsam rotation.
Den 27 juni 1997 passerade rymdsonden NEAR Shoemaker inom ett avstånd av 1 212 km till 253 Mathilde med en hastighet av 9,93 km/s. Detta tillät rymdsonden att ta över 500 bilder av ytan, och gav mycket information om asteroidens storlek och massa. Bara den ena sidan av 253 Mathilde kunde fotograferas under passagen. Detta var den tredje asteroiden som fotograferades vid en nära passage, efter 951 Gaspra och 243 Ida.

## Beskrivning

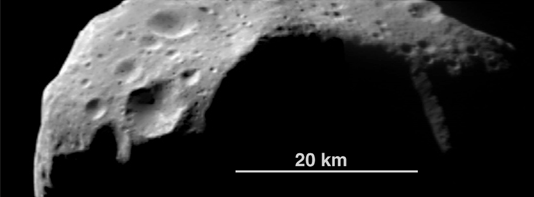
En av de största kratrarna på 253 Mathilde. NASA foto.

253 Mathilde är mycket mörk med en albedo jämförbar med nylagd asfalt, och tros ha samma sammansättning som CI1 eller CM2 karbonat-meteoriter med en yta som främst består av silikater. Asteroiden har ett antal extremt stora nedlagskratrar, som var och en har fått namn efter kolgruvor runt om i världen. De två största kratrarna, Ishikari (29,3 km) och Karoo (33,4 km), är lika breda som asteroidens radie. Nedslagen verkar ha ryckt bort stora delar av asteroiden vilket antyds av utseendet på kraterns kanter. Ingen skillnad i ljushet eller färg kunde observeras i kratrarna vilket ger att asteroiden har en homogen sammansättning.
Densiteten som uppmättes av NEAR Shoemaker, 1 300 kg/m³, är mindre än hälften för en asteroid av denna typ. Det antyder att den är porös. Samma sak har observerats hos flera asterodier av spektralklass C vid studier gjorda med markbaserade teleskop (45 Eugenia, 90 Antiope, 87 Sylvia och 121 Hermione). Upp till 50 % av 253 Mathildes inre består av tomrum. Närvaron av en 20 km lång ravin indikerar att asteroiden har en viss strukturell styrka så att den kan bestå av några stora inre delar. Den låga inre densiteten ger en ineffektiv överföring av chockvågor genom asteroiden, vilket till stor del hjälper till att bevara ytstrukturen.
Mathildes omloppsbana är excentrisk, så att den når det yttre av asteroidbältet. Ändå ligger hela omloppsbanan mellan Mars' och Jupiters omloppsbanor, så att den inte korsar någon planets bana. Den har även en av de allra långsammaste rotationerna bland asteroiderna, de flesta asteroider roterar på mellan 2 och 24 timmar. På grund av den långsamma rotationen kunde NEAR Shoemaker bara fotografera 60 % av asteroidens yta. Den långsamma rotationen kan bero på att asteroiden har en måne i omloppsbana, men NEAR:s bilder kunde inte avslöja någon bild av någon måne större än 10 km i diameter på ett avstånd inom 20 gånger 253 Mathildes radie.